# Borís Levin
Borís Levin (rus: Борис Яковлевич Левин)  (Odessa, 22 de desembre de 1906 - Khàrkiv, 24 d'agost de 1993), conegut pels seus familiars, amics i col·legues com Б.Я. (B.Ya.), va ser un matemàtic soviètic.

## Vida i obra
Nascut a Odessa, va passar la infància i la joventut a diferents ports del mar Negre perquè el seu pare treballava per a una companyia naviera. En acabar els estudis secundaris, no va poder entrar a la universitat perquè no complia el requisit de ser proletari. Va treballar a Ieisk com a agent d'assegurances i com venedor de diaris; després es va traslladar a Tuapsé on va ser soldador en la construcció dels oleoductes del Caucas. Aquesta darrera feina li va donar accés a la universitat estatal de Rostov el 1928, on va coincidir amb Nicolai Efimov amb qui va establir una amistat duradora. El 1932 es va graduar en matemàtiques i el 1936 va obtenir el doctorat. En aquesta època va establir una estreta col·laboració científica amb Naum Akhiezer i Mark Krein. A partir de 1935 treballa a Odessa i comença a fixar els seu interès en la teoria de les funcions enteres.
Durant la Segona Guerra Mundial va ser traslladat a Samarcanda (actual Uzbekistan) després de ser rebutjada la seva sol·licitud d'allistament militar. En retornar de la guerra, una campanya antisemita a la universitat d'Odessa, va fer que, tan ell com Krein (que eren jueus), abandonessin la ciutat. El 1949 va acceptar una proposta d'Akhiezer per a ser professor de la universitat de Jarkov (actual Khàrkiv, Ucraïna) on va fer la resta de la seva carrera acadèmica fins a la seva mort el 1993. A més, a partir de 1969, va dirigir un departament de l'Institut de Física i Enginyeria de Baixa Temperatura de l'Acadèmia de Ciències Ucraïnesa.
Tot i que la seva posició acadèmica no va ser mai fàcil, degut a la seva condició de jueu, va ser capaç de crear una potent escola d'anàlisi complexa que va tenir una forta influència mundial. El 1956 va aparèixer el seu influent llibre Распределение корней целых функций (Distribució dels zeros de les funcions enteres) que va ser ràpidament traduït a l'anglès i l'alemany. Levin és autor d'un centenar d'articles publicats en prestigioses revistes científiques.